# Placówka Straży Celnej „Janówka”

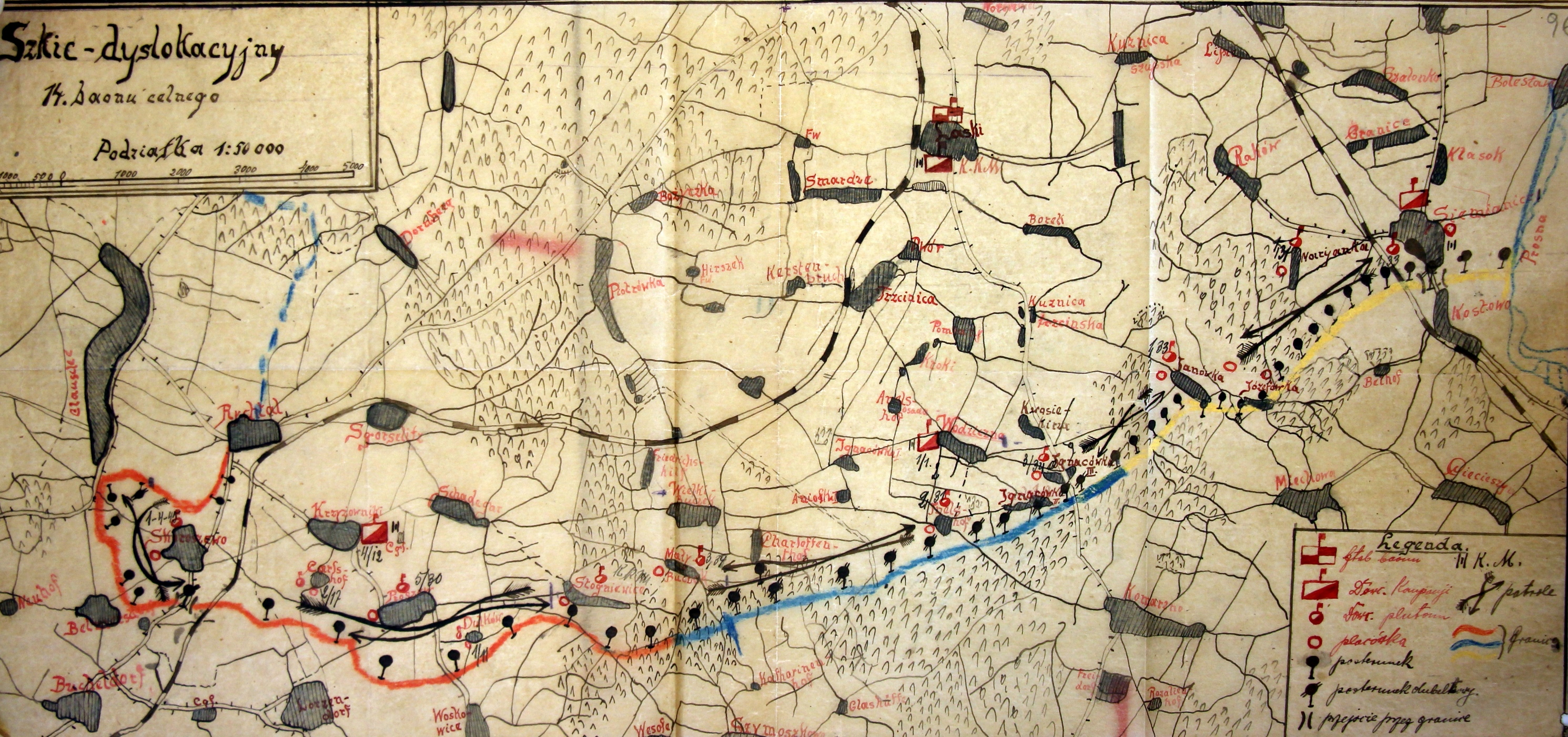
Rozmieszczenie 14 batalionu celnego

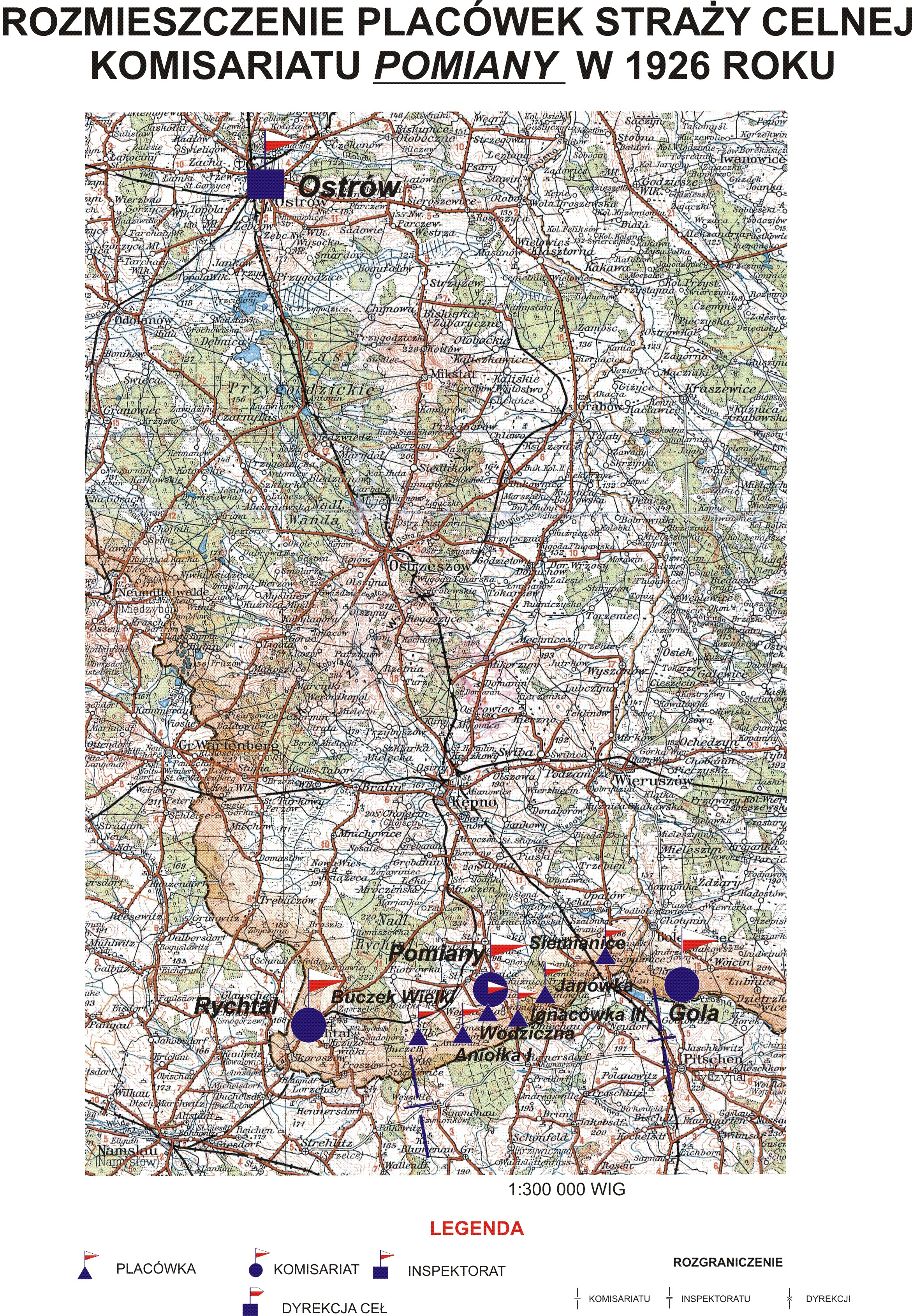
Rozmieszczenie placówek Straży Celnej Komisariatu Pomiany

Placówka Straży Celnej „Janówka” – jednostka organizacyjna Straży Celnej pełniąca w okresie międzywojennym służbę ochronną na granicy polsko-niemieckiej.

## Formowanie i zmiany organizacyjne
Na wniosek Ministerstwa Skarbu, uchwałą z 10 marca 1920 roku, powołano do życia Straż Celną. Od połowy 1921 roku jednostki Straży Celnej rozpoczęły przejmowanie odcinków granicy od pododdziałów Batalionów Celnych. W 1921 roku na terenie Wodzicznej stacjonował sztab 3 kompanii 14 batalionu celnego. 3 kompania wystawiła placówkę w Janówce. Proces tworzenia Straży Celnej trwał do końca 1922 roku. Placówka Straży Celnej „Janówka” weszła w podporządkowanie komisariatu Straży Celnej „Pomiany” z Inspektoratu SC „Ostrów”.
W drugiej połowie 1927 roku przystąpiono do gruntownej reorganizacji Straży Celnej. W praktyce skutkowało to rozwiązaniem tej formacji granicznej. Ochronę północnej, zachodniej i południowej granicy państwa przejęła powołana z dniem 2 kwietnia 1928 roku Straż Graniczna.
Rozkazem nr 3 z 25 kwietnia 1928 roku w sprawie organizacji Wielkopolskiego Inspektoratu Okręgowego dowódca Straży Granicznej gen. bryg. Stefan Pasławski powołał komisariatu SG „Laski”, a z dniem 1 marca 1930 odtworzono w Janówce placówkę Straży Granicznej I linii.

## Funkcjonariusze placówki
Kierownicy placówki
| stopień    | imię i nazwisko, numer  | okres pełnienia służby | kolejne stanowisko |
| ---------- | ----------------------- | ---------------------- | ------------------ |
| przodownik | Stanisław Kupczak (684) | był w 1926             |                    |

Obsada personalna placówki w 1926:
- przodownik Stanisław Kupczak (684)
- strażnik Stanisław Sopałowicz (1290)
- strażnik Franciszek Wojtkowski (1834)
- strażnik Andrzej Przybylski (2835)
- strażnik Jan Chmielina (3317)
- strażnik Władysław Stranz (526)